# Agustín Durán

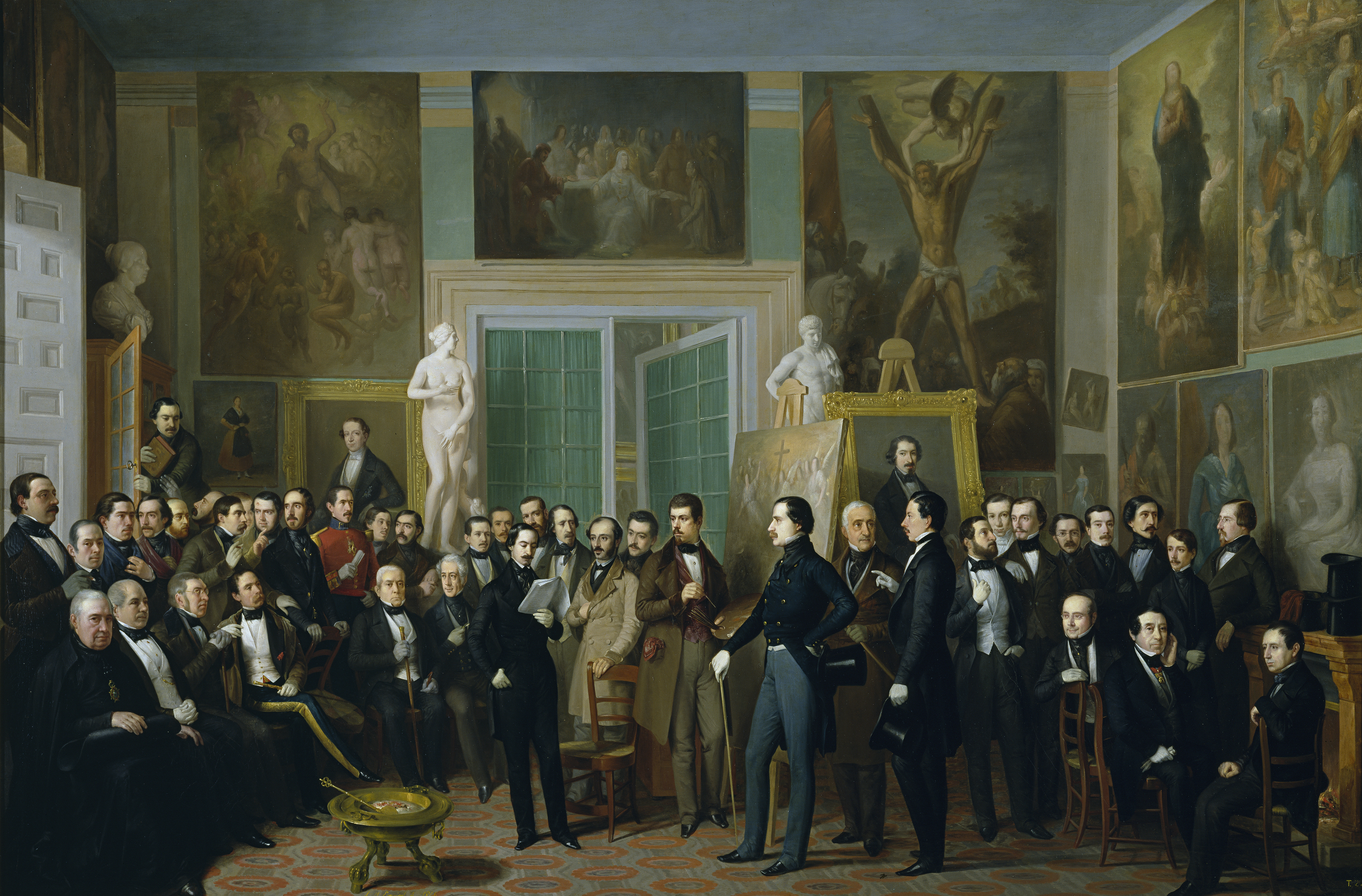
Agustín Durán retratado en Los Poetas contemporáneos por Antonio María Esquivel 1846 - Museo del Prado, Madrid

Agustín Francisco Gato Durán y de Vicente Yáñez (Madrid, 14 de octubre de 1789 - id., 1 de diciembre de 1862) escritor y erudito español del Romanticismo, gran estudioso y antólogo del Romancero, tío materno de Elena Cipriana Álvarez Durán, abuela paterna de Antonio Machado.

## Biografía
Pariente decimonónico de Antonio Machado, quien casi aprendió a leer en su Romancero general, nació en Madrid, donde su padre, el doctor Francisco Durán, un culto extremeño natural de Puebla del Maestre (Badajoz), autor dramático y traductor del Pigmalión de Jean-Jacques Rousseau, trabajaba como médico real. Estudió dos años en el Seminario de Vergara, de donde salió muy enfermo; los achaques de una quebrantada salud serán constantes a lo largo de su vida, en la que no terminó nunca de ser martirizado por las sangrías. Frecuentó entre 1803 y 1806 la tertulia de Manuel José Quintana, que habría de ser su gran amigo en los años venideros y con quien compartía un profundo amor a la literatura nacional y sus figuras ejemplares, y marchó a Sevilla en octubre de 1806 para estudiar en su universidad leyes y filosofía; allí estuvo, salvo un breve lapso en que se halló en los Reales Estudios de San Isidro de Madrid, hasta 1817, año en que se graduó en leyes. Aprovechó además esos años sevillanos para iniciar su colección de romances y piezas de teatro antiguo español, de las que hizo gran copia (llegó a acumular una caudalosa y escogida biblioteca particular que a su muerte pasó a los fondos de la Biblioteca Nacional). Asimismo se inició en los secretos de la bibliofilia y bibliografía hispánicas con Bartolomé José Gallardo, a quien conoció y trató allí y de quien fue amigo hasta los años treinta, a pesar del carácter difícil del erudito extremeño. Él le inculcó el respeto a los textos originales y la crítica de la veracidad histórica de los mismos. También amistó con otro gran erudito y poeta, Alberto Lista, quien fue sin duda el más importante en su desarrollo intelectual hasta que tuvo que abandonar Sevilla por su afrancesamiento en 1813. 
Ejerció la abogacía en Valladolid, en cuya Chancillería trabajaba un tío suyo. Casó con María Cayetana Cuervo en 1820 en la Iglesia de San Martín de Madrid, y de ella tuvo tres hijos. Entre 1821 a 1823 tuvo un puesto en la Dirección General de Estudios del que fue expulsado por sus ideas liberales, por lo demás bastante moderadas, al advenir el absolutismo de Fernando VII. Por entonces Leandro Fernández de Moratín recabó su ayuda y su biblioteca para auxiliarle en la confección de sus Orígenes del teatro español. Por el epistolario del gran comediógrafo sabemos que Durán llevaba muy adelantada en 1825 una Historia del teatro español que se ha extraviado o perdido y a la cual aludieron después sus contemporáneos, entre ellos su amigo Fernando Wolf. Con la vuelta de los liberales en 1834, fue nombrado por María Cristina Secretario de la Inspección General de Imprentas y Librerías y bibliotecario de la Real, luego Biblioteca Nacional; en estas últimas labores se ocupó en elaborar un Índice alfabético de autores y materias de la Colección Salazar y Castro en 1836. También fue elegido académico de Real Academia Española (1834). Participó en la creación del nuevo Ateneo de Madrid y reanudó su amistad con Quintana, Lista, Wolf, Serafín Estébanez Calderón (con quien preparaba la edición de un Romancero que no llegó a salir) y Juan Nicolás Böhl de Faber, cuyas ideas sobre la estética romántica aclimataría en España a través de su famoso Discurso y en numerosos artículos publicados en revistas y periódicos. La amistad con Gallardo, afectada también por los celos de este, se deterioró por completo y dejó de existir definitivamente en 1840 con motivo de la caída de la regente María Cristina, que Durán apoyaba y el liberalísimo erudito de Campanario aborrecía; desde entonces este no perdió ocasión de zaherir al madrileño en los números publicados de su revista Criticón. La revolución de 1840 provocó la dimisión de Durán, pero volvió a su puesto en 1844 tras caer el regente Espartero en 1843; ese mismo año publicó su edición de los Sainetes de Ramón de la Cruz. Después se dedicó a preparar la segunda edición de su colección de romances para la Biblioteca de Autores Españoles de Manuel Rivadeneyra.
En 1847 fue nombrado académico de la Española y en 1854 director de la Biblioteca Nacional. Recibió de la reina la Gran Cruz de la Real Orden de Isabel la Católica y fue nombrado miembro de la Academia Greco-Latina y la Académie d'Archéologie de Belgique. También accedió al cargo de vicepresidente de la Junta Superior de Archivos y Bibliotecas.
A estos honores siguió el agravamiento de su dolencia crónica, una debilidad del sistema linfático que le había causado de siempre graves dolores en la región abdominal; cuando no podía aguantar el dolor más, viajaba a Villavieja, a los Baños de Alhama, cerca de Granada, o a Sanlúcar de Barrameda, en Cádiz, para tratar de recobrar su estabilidad física. En 1861 salió para los Baños de Alhama. Al año siguiente tuvo que jubilarse de su posición en la Biblioteca. Una pulmonía le impidió asistir a la ceremonia conmemorativa que la Academia efectuó en la Casa de Lope de Vega el 25 de noviembre de 1862. Durán se quedó en cama. Se le administró la extremaunción el día 30 y el primero de diciembre expiró. Está enterrado en la misma Iglesia de San Martín en que se casó. El sepulcro ya no existe, pues fue destruido durante la Guerra Civil. 
Agustín Durán fue discípulo de Alberto Lista y Bartolomé José Gallardo, gran amigo de Manuel José Quintana y el erudito vienés Ferdinand Wolf y partidario fervoroso del gran hispanista Nicolás Böhl de Faber. La crítica le considera como uno de los principales introductores y valedores del Romanticismo en España y como uno de los iniciadores de la crítica histórica de la literatura. En cuanto a lo primero fue determinante su famoso Discurso sobre el influjo que ha tenido la crítica moderna en la decadencia del teatro antiguo español y sobre el modo con que debe ser considerado para juzgar convenientemente de su mérito peculiar (Madrid, 1828). En esta obra defendía las pasadas glorias españolas y el teatro del Siglo de Oro; creía en la base nacional de las literaturas y juzgaba el teatro como reflejo de las necesidades morales de cada sociedad. Compuso estudios sobre Lope de Vega y Tirso de Molina, y algunas leyendas. Editó para Manuel Rivadeneyra una de las más famosas colecciones de romances de todos los tiempos en los tomos X (1849) y XI (1851) de su Biblioteca de Autores Españoles; este enorme Romancero, compilado con muy buen gusto y que incluía también en su última parte un pequeño romancero vulgar de piezas compuestas y reunidas en su misma época, influyó poderosamente en la obra de Federico García Lorca. También escribió leyendas en verso, como Leyenda de las tres toronjas del vergel de amor (1856), inspirada en una célebre conseja mallorquina. La poesía de Durán está aún por recopilar y estudiar, y en su época fue muy apreciada.
| Predecesor: - | Académico de la Real Academia Española Sillón d 1847 – 1862 | Sucesor: Enrique Ramírez de Saavedra y de Cueto |